# Pertica Alta
Pertica Alta es una localidad y comune italiana de la provincia de Brescia, región de Lombardía, con 608 habitantes.

## Geografía física
Pertica Alta se encuentra en la parte alta de la provincia de Brescia. Se encuentra entre el Val Trompia y el Valle Sabbia, circunscrito entre los ríos Degnone y Tovere. El territorio de Pertica Alta pertenece histórica y geográficamente al Valle Sabbia. Se encuentra en una zona de baja sismicidad (zona sísmica 3).

## Historia
El municipio de Pertica Alta se creó en 1928 al fusionarse los municipios de Bel Prato, Livemmo y Navono. El territorio de Pertica Alta es una porción de la "Universitas Perticae Vallis Sabbi", organización supramunicipal existente desde 1382. Hasta 1797, esta organización incluía el actual territorio de Pertica Bassa y las localidades de Bisenzio y Presegno, que pertenecen a la administración municipal de Lavenone.

## Evolución demográfica
| Gráfica de evolución demográfica de Pertica Alta entre 1861 y 2001 |
|                                                                    |
| Fuente ISTAT - elaboración gráfica de Wikipedia                    |